# روبرت كارني (ضابط)
روبرت كارني (بالإنجليزية: Robert Carney)‏ هو ضابط أمريكي، ولد في 26 مارس 1895 في فاليجو في الولايات المتحدة، وتوفي في 25 يونيو 1990 في واشنطن العاصمة في الولايات المتحدة.

## وصلات خارجية
- روبرت كارني على موقع الموسوعة البريطانية (الإنجليزية)
- روبرت كارني على موقع مونزينجر (الألمانية)